# Frente de Libertação Nacional (Argélia)
A Frente de Libertação Nacional (em francês: Front de Libération Nationale - FLN -, e em árabe: جبهة التحرير الوطني) é um partido nacionalista argelino. Foi criado em 1º de novembro de 1954 como uma fusão de pequenos partidos, com o objetivo de obter a independência da Argélia frente à França.
O partido foi parte do corpo revolucionário que dirigiu a guerra pela independência. A FLN foi criada pelo Comitê Nacional de Unidade e Ação. Este comitê pretendia unir todas as facções de luta contra a França. Em 1956 quase todas as organizações nacionalistas na Argélia tinham se juntado à FLN. Nesse mesmo período a FLN se reorganizou em um governo provisório. Consistia de 5 homens fortes e um corpo legislativo.
A guerra para a independência continuou até março de 1962, quando finalmente o governo francês assinou um cessar-fogo com a FLN, como parte dos Acordos de Évian. Em julho do mesmo ano, a população argelina votou em um referendo que aprovava o cessar-fogo com a França e concordava com a cooperação econômica e social entre os dois países.
Após a independência, o partido sofreu uma cisão. Um departamento político foi criado por Ahmed Ben Bella, pelo Coronel Houari Boumédiène  e por  Muhammad Khidr. Ben Bella se tornou líder do partido em 1963 mas, em 1965, foi derrotado por Boumédiène, que manteve o controle do partido até a sua morte, em 1978, quando o partido reorganizou suas estruturas, as quais se mantiveram inalteradas desde então.
A FLN foi o partido único na Argélia até o fim dos anos 1980, quando a Constituição argelina foi modificada e instaurou o sistema multipartidário.

## Resultados eleitorais

### Eleições presidenciais
| Data | Candidato apoiado        | 1ª Volta                 | 1ª Volta                 |
| Data | Candidato apoiado        | Votos                    | %                        |
| ---- | ------------------------ | ------------------------ | ------------------------ |
| 1963 | Ahmed Ben Bella          | 5 805 103                | 99,6 (#1)                |
| 1976 | Houari Boumédiène        | 7 976 568                | 99,5 (#1)                |
| 1979 | Chadli Bendjedid         | 7 736 697                | 99,4 (#1)                |
| 1984 | Chadli Bendjedid         | 9 664 168                | 99,4 (#1)                |
| 1988 | Chadli Bendjedid         | 10 603 067               | 93,3 (#1)                |
| 1995 | Nenhum candidato apoiado | Nenhum candidato apoiado | Nenhum candidato apoiado |
| 1999 | Abdelaziz Bouteflika     | 7 445 045                | 73,8 (#1)                |
| 2004 | Ali Benflis              | 653 951                  | 6,4 (#2)                 |
| 2009 | Abdelaziz Bouteflika     | 12 911 705               | 90,2 (#1)                |
| 2014 | Abdelaziz Bouteflika     | 8 332 598                | 81,5 (#1)                |

### Eleições legislativas
| Data | Votos     | %          | Deputados | +/- | Status  |
| ---- | --------- | ---------- | --------- | --- | ------- |
| 1962 | 5 267 324 | 99,7 (#1)  | 196 / 196 |     | Governo |
| 1964 | 4 493 416 | 87,0 (#1)  | 196 / 196 | =   | Governo |
| 1977 | 6 037 537 | 100,0 (#1) | 261 / 261 | 65  | Governo |
| 1982 | 6 054 740 | 100,0 (#1) | 282 / 282 | 21  | Governo |
| 1987 | 9 910 631 | 100,0 (#1) | 295 / 295 | 13  | Governo |
| 1991 | 1 612 947 | 23,4 (#2)  | 15 / 231  | 280 |         |
| 1997 | 1 497 285 | 14,3 (#3)  | 62 / 231  | 47  | Governo |
| 2002 | 2 618 003 | 34,3 (#1)  | 199 / 389 | 137 | Governo |
| 2007 | 1 315 686 | 23,0 (#1)  | 136 / 389 | 63  | Governo |
| 2012 | 1 324 363 | 17,4 (#1)  | 208 / 462 | 72  | Governo |